# مهندس
المهندس هو من يُلمُّ بعلمٍ من علوم الهندسة. يقال «فلانٌ هُندوسُ هذا الأمر، وهم هَنادِسَة هذا الأمر» أي عُلماء بهِ.؛ فهو الذي يبتكر، ويصمم، ويحلل، وينشئ، ويبني، ويختبر الآلات والأنظمة والمباني والمواد لتحقيق العمل المطلوب.
إضافةً إلى ذلك فالمهندس لديه فهمٌ ودرايةٌ في المعوقات وظروف الواقع والأنظمة والقوانين مع مراعاةِ كافةِ الاحتياطاتِ الأمنيةِ ومتطلباتِ الجودةِ والتكلفة.
وفي معجم «لسان العرب» تعنى كلمة «مهندس» (المُقدِّر لِمَجاري المياه والقُنِيّ (جمع قناة) واحتِفارِها حيثُ تُحفر)، وهي فارسية الأصل، مشتقة من كلمة «الهنداز» المعربة من الكلمة الفارسية آب أنْدازْ.
يقوم تكوين المهندسين على الموازنة بين جملةٍ من العلوم البحتة والتطبيقية، ويرتكز أساساً على العلوم التطبيقية، وهم يختلفون عن العلماء الذين يقومون بالبحوث البحتة غير التطبيقية التي تهتم بالنظريات العلمية، وعن الفنانين الذين يهتمون بالجماليات. يربط عمل المهندسين بين الاكتشافات العلمية والتطبيقات التي تسد حاجات المجتمع.

## تعريف
احتراف الهندسة مترجم من ملتقى جمعية المهندسين لأوروبا الشرقية والولايات المتحدة الأمريكية سنة 1961 كالتالي:
 المهندس المحترف يستند على مبادئ علمهِ وتدريباتهِ بتطبيق النظريات العلميةِ والنظر في التحاليل وإيجاد حلول للمشاكل الهندسية.

وهو قادر على أن يتحمل شخصياً المسؤولية في تطوير علوم الهندسة والمعرفة وتطبيقها خصوصاً في البحث والتصميم والبناء والتصنيع والإشراف والإدارة والتعليم الهندسي.

وأعماله غالباً ورقية متنوعة وليست رتيبة أو أعمال بدنية. ويتطلب التدريب الفكري والحكمي والمقدرة على الإشراف على الأخرين تقانياً وإدارياً.
وتعليم المهندس يهيّئه كي يكون قادراً -بشكلٍ دقيقٍ ومستمرٍ- على الاطلاع على التطورات التي يحرزها مجاله الهندسي العلمي عن طريق الإطلاع على الأبحاث الجديدة المطروحة عالمياً مع الإستيعاب والتطبيق بانفراد. ولهذا فهو مؤهلٌ ليكون في وضعٍ يساهم في تطوير علوم الهندسة أو استعمالاتها. وتعليمه وتدريبه يؤهلانه ليكون مطلعاً على التخصصات الهندسية -بشكلٍ عامٍّ-، وبشكلٍ خاص بمجال تخصصهِ.

ومع الوقت سيكون مؤهلاً لإعطاء الاستشارات التقانية (التكنولوجية) رسمياً مع تحمل المسؤولية تلقاء مهامه التخصصية.

## مهام المهندس

### تصميم
يبتكر المهندسون حلولاً تقانيةً جديدة. تكمن مسؤولية المهندس أثناء عمليه التصميم الهندسي في تحديد المشكلة والبحث والمعايرة والتحليل وإيجاد الحلول واتخاذ القرارات.

### تحليل
يستعمل المهندسون التحليل الهندسي في الاختبار والتصنيع والصيانة.

## تخصصات هندسية
وتشمل الهندسة الميكانيكية، الهندسة الفلاحية، والهندسة المعمارية، والهندسة المدنية، والهندسة الكهربائية، والهندسة الكيميائية، وهندسة الإنتاج وهندسة الطاقة، وهندسة الحواسيب، هندسة شبكات المعلومات وهندسة البرمجيات والأتمتة والهندسة الطبية الحيوية وهندسة الطيران.

## تعليم
يمنح لقب مهندس لمن يحصل علي خمس سنواتٍ دراسيةٍ بانتظام في كليات الهندسة ويمنح درجة الإجازة (البكالوريوس) (بالإنجليزية: Bachelor) أو (اختصاراً BA) في الهندسة طبقاً لتخصصه الذي درسه خلال دراسته.

## الهوامش
1. ↑  المقابل لكلمة تكنولوجيا الأعجمية (بالإنجليزية: Technology) هو تِقانة المشتقة من الجذر تقن (ومنها أتقن) على وزن فِعالة مثل: زراعة وصناعة وتجارة وفلاحة وسياحة وصرافة...الخ، أما تقنية فليست بذات وزن صحيح.